# Yargo (Yargo)
Pour les articles homonymes, voir Yargo.
Yargo, parfois orthographié Yorgho, est une localité située dans le département de Yargo, dont elle est le chef-lieu, de la province du Kouritenga dans la région Centre-Est au Burkina Faso.

## Santé et éducation
Yargo accueille le seul centre de santé et de promotion sociale (CSPS) du département tandis que le centre médical avec antenne chirurgicale (CMA) se trouve à Koupéla.
Le village possède une école primaire publique.